# ارکیوپکسی
ارکیوپکسی یا ارکیدوپکسی (به انگلیسی: Orchiopexy) یک عمل جراحی برای  انتقال بیضهٔ نزول نکرده یا cryptorchidism به داخل کیسه بیضه و جایگزاری همیشگی در آن انجام می‌شود و همچنین از ارکیوپکسی به‌طور معمول برای رفع پیچ خوردگی بیضه نیز استفاده می شود.